# Oncostemum nervosum
Oncostemum nervosum är en viveväxtart som beskrevs av John Gilbert Baker. Oncostemum nervosum ingår i släktet Oncostemum och familjen viveväxter. Inga underarter finns listade i Catalogue of Life.